# Kerásovo
Kerásovo är en ort i Grekland.   Den ligger i prefekturen Nomós Prevézis och regionen Epirus, i den centrala delen av landet, 290 km nordväst om huvudstaden Aten. Kerásovo ligger 236 meter över havet och antalet invånare är 206.
Terrängen runt Kerásovo är bergig åt sydväst, men åt nordost är den kuperad. Kerásovo ligger nere i en dal. Runt Kerásovo är det ganska glesbefolkat, med 42 invånare per kvadratkilometer. Närmaste större samhälle är Filippiáda, 17,3 km sydost om Kerásovo. 